# Kloster Edelstetten

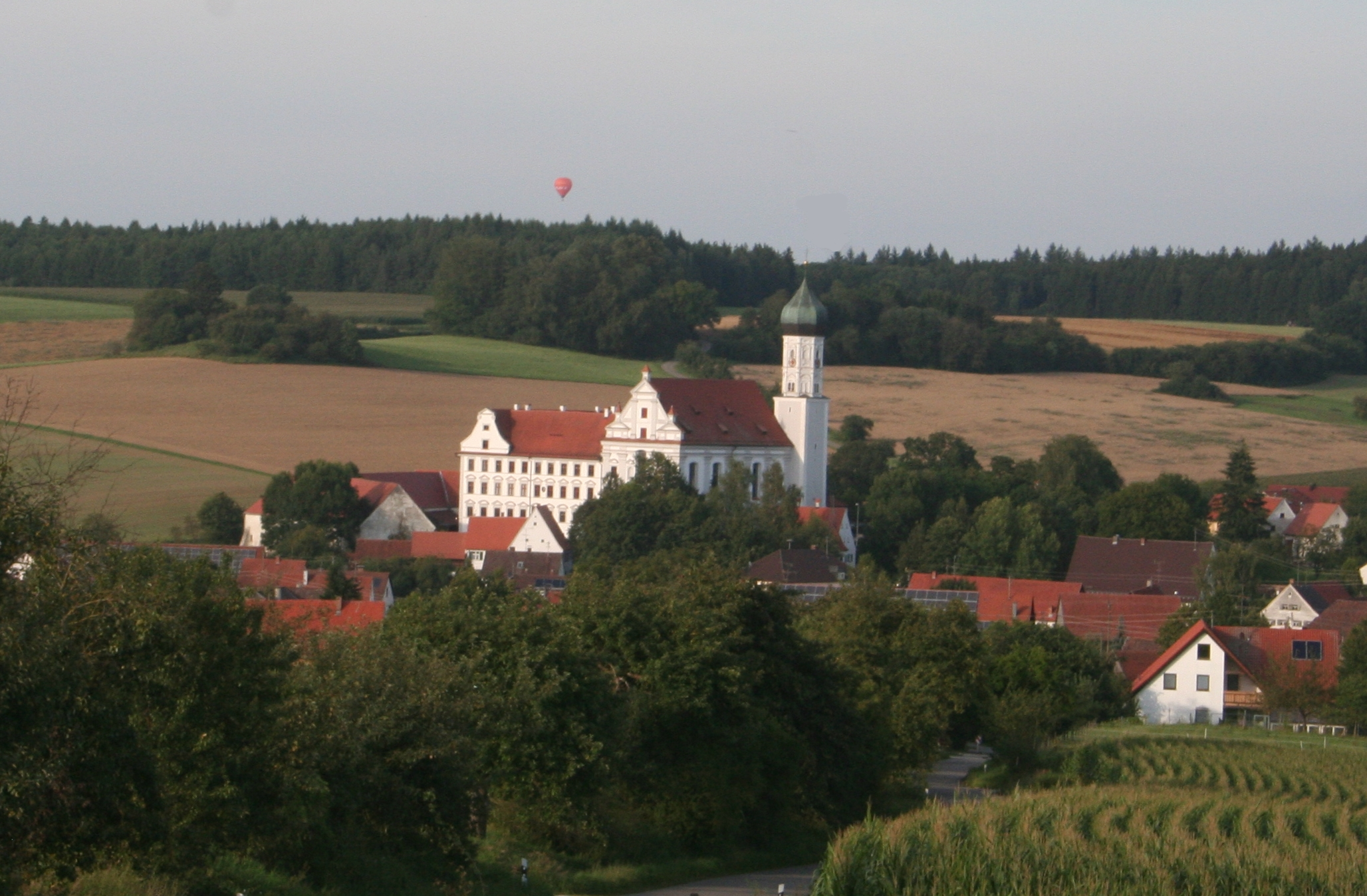
Kloster bzw. Schloss Edelstetten (von der Straße nach Neuburg aus fotografiert)

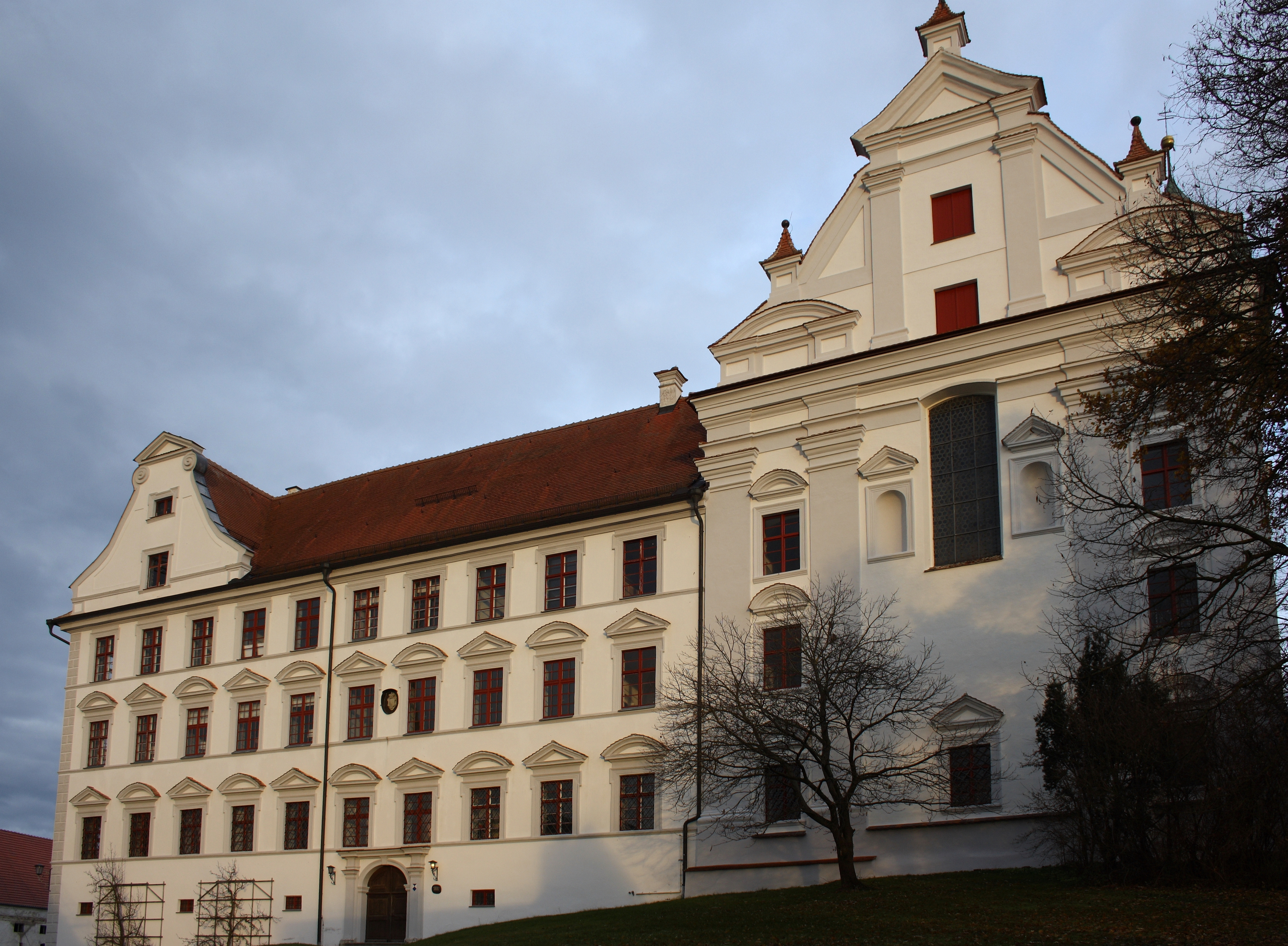
Stiftsgebäude und Kirche St. Johannes Baptist und Johannes Evangelist von Westen

Das Kloster Edelstetten ist ein ehemaliges Kanonissenstift in Edelstetten (Gemeinde Neuburg an der Kammel) in Bayern in der Diözese Augsburg.  1804/1805 erwarb Fürst Nikolaus II. Esterházy de Galantha die aufgelöste Klosteranlage und wandelte sie in das Schloss Edelstetten um. Das ehemalige Kloster ist einer der herausragenden Barockbauten im Landkreis Günzburg, derentwegen das Gebiet des Landkreises auch Schwäbischer Barockwinkel genannt wird. Das Kloster ist Sitz des Vereins Schwäbisches Literaturschloss Edelstetten e. V.

## Geschichte
Das SS. Johannes Baptist und Evangelist sowie St. Paul geweihte Kloster wurde 1126 gegründet. Stifterin und erste Äbtissin des als Augustinerchorfrauenstift gegründeten Klosters war nach der Überlieferung Gisela von Schwabegg-Balzhausen, deren Wappen das Kloster auch übernahm. Das nur wenige Kilometer entfernte Kloster Ursberg wurde ebenfalls von dieser Adelsfamilie gegründet. Die Schirmvogtei lag bis 1460, als das Kloster diese als Pfand kaufte, bei der Markgrafschaft Burgau. Im Jahr 1153 wurde die selige Mechthild von Dießen, die aus dem Augustinerchorfrauenstift Dießen kam, als Äbtissin nach Edelstetten berufen, um das Stift zu reformieren. Nach sechs Jahren kehrte sie jedoch erfolglos dorthin zurück. Im Jahr 1283 wurde die Anzahl der adeligen Chorfrauen vom Augsburger Bischof auf dreizehn beschränkt. Spätestens um das Jahr 1500 war Edelstetten als weltliches Kanonissenstift anerkannt, wonach das Frauenstift anscheinend schon seit der Gründung bemüht war. In dem Stift lebten meist sieben Chorfrauen, die ohne Gelübde nach Statuten lebten. Bis auf die auf Lebenszeit gewählten Äbtissinnen konnten die Chorfrauen jederzeit austreten und heiraten, folglich handelte es sich eher um eine Versorgungsanstalt für Töchter des niederen schwäbischen Adels als um ein Kloster. Infolge der Anerkennung als weltliches Kanonissenstift wurde der Ort, der bis zu diesem Zeitpunkt Oetlinstetten hieß, in Edelstetten umbenannt.
Das Kloster wurde dreimal zerstört. Das erste Mal im 14. Jahrhundert, das zweite Mal im Jahr 1525 während des Bauernkrieges und das dritte Mal im Dreißigjährigen Krieg, im Jahr 1632 durch die Schweden.

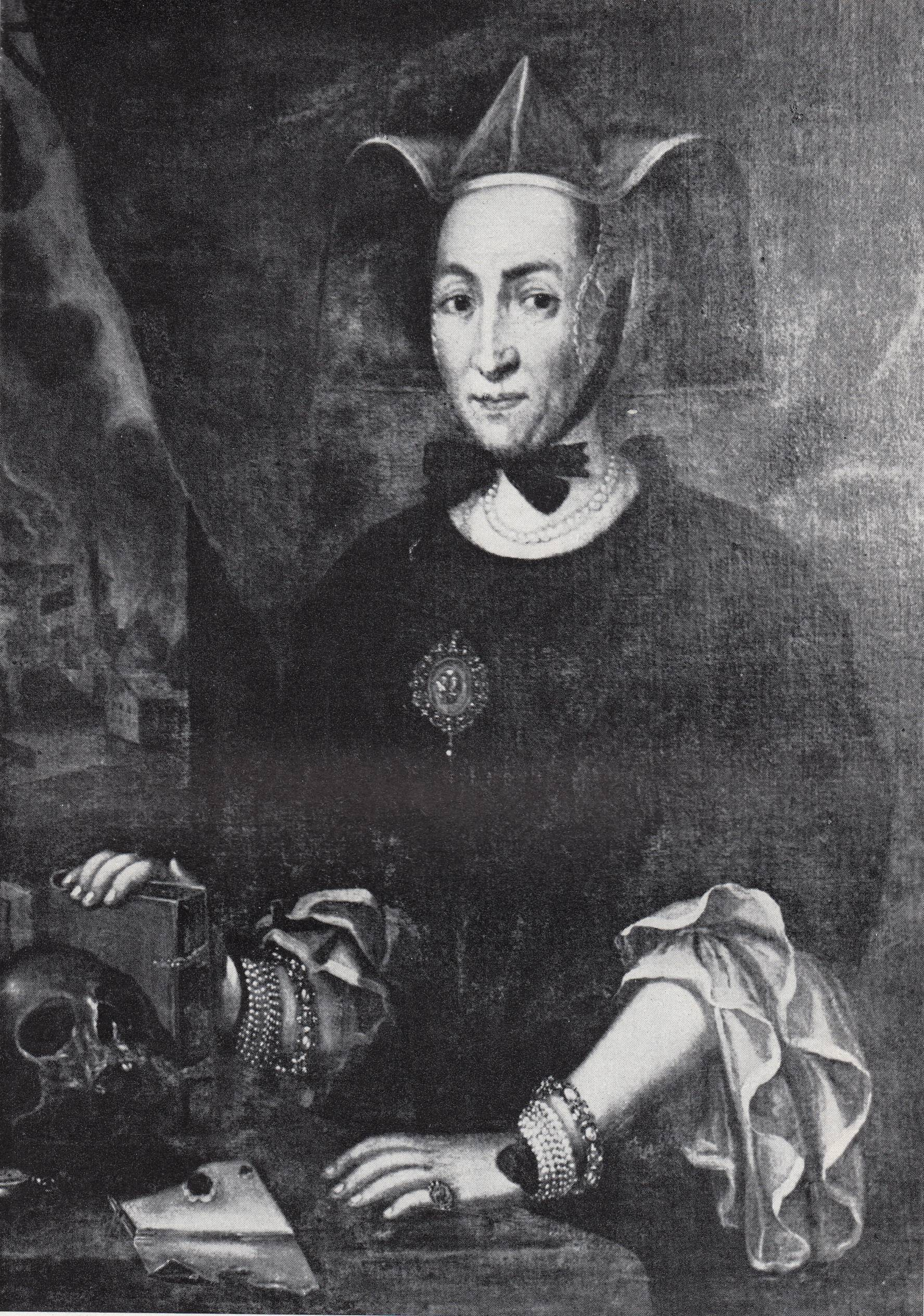
Maria Carolina von Westernach (1657–1727), Äbtissin zu Edelstetten

Die heutige barocke Klosteranlage entstand in der größten Blütezeit des Klosters, die ungefähr von 1680 bis 1725 andauerte. Von 1682 bis 1705 erfolgte der Neubau der Klostergebäude nach Plänen des Vorarlberger Baumeisters Michael Thumb, der einige Jahre zuvor im nur wenige Kilometer nördlich gelegenen Kloster Wettenhausen die Stiftsgebäude und die Stiftskirche entwarf. In dem Zeitraum zwischen 1709 und 1712 entstand als Südflügel der Klosteranlage die heutige Kirche St. Johannes Baptist und Johannes Evangelist nach Plänen von Pater Christoph Vogt aus dem Benediktinerkloster Ottobeuren, die wie der Vorgängerbau gleichzeitig Stiftskirche und Pfarrkirche des Ortes war. Ausgeführt wurde der Bau von Simpert Kraemer, für den dieser Bau der erste große Auftrag war. Die Fertigstellung der Ausstattung zog sich noch bis in die zweite Hälfte des 18. Jahrhunderts hin. Im Jahr 1783, 20 Jahre vor der Säkularisation, wurde das Kloster zur Reichsabtei erhoben.
1803 erhielt der Fürst Ligne die Herrschaft Edelstetten als Entschädigung für die Grafschaft Fagnolle im Hennegau. 1804/1805 erwarb Fürst Nikolaus II. Esterházy de Galantha die Anlage, die heute noch den Fürsten Esterházy gehört (heutiger Besitzer ist Paul Anton Esterházy). Kurz darauf wurde die Herrschaft Edelstetten zur gefürsteten Reichsgrafschaft  erhoben. Ein Jahr später kam Edelstetten – wie das gesamte Gebiet zwischen Iller und Lech – infolge des Preßburger Friedens zu Bayern. Im Jahr 1816 wurde im Verlauf der Verwaltungsneugliederung Bayerns das Herrschaftsgericht Edelstetten der Fürsten Esterházy errichtet, das Edelstetten und Teile Balzhausens sowie 3 Weiler und 2 Einöden umfasste. Dieses Herrschaftsgericht kam zunächst zum Illerkreis und ab 1817 zum Oberdonaukreis. Im Jahr 1848 wurde das Herrschaftsgericht Edelstetten wie alle Herrschaftsgerichte in Bayern aufgelöst.

## Schloss und heutige Nutzung
Alle Gebäude blieben erhalten. Auch die Innenausstattung der repräsentativen Räume aus dem 18. Jahrhundert mit den bedeutenden Stuckarbeiten, beispielsweise der Chinesische Saal, blieb erhalten. Das Innere des Schlosses ist aber großteils nur in Ausnahmefällen zugänglich. Die Kirche ist heute noch die Pfarrkirche von Edelstetten. 
Auch die wertvolle Barockkrippe (um 1750/60) mit 120 Figuren, teilweise originalen Gewändern und viel Zubehör, in der die Weihnachtsgeschichte und Kindheit Jesu in sieben Szenen dargestellt ist, blieb erhalten. Sie wurde ab 1982 restauriert und wird jedes Jahr in der Weihnachtszeit in Räumen des Schlosses, unter anderem dem ehemaligen Kapitelsaal, museal präsentiert. Die sieben Szenen sind: Anbetung der Hirten, Anbetung der Könige, Darbringung im Tempel, Kindermord in Bethlehem, Haus in Nazareth, Der zwölfjährige Jesus im Tempel und Hochzeit zu Kana. Der Landkreis Günzburg wird auch wegen dieser Krippe als Schwäbisches Krippenparadies bezeichnet.
Seit März 2009 gibt es den Verein Schwäbisches Literaturschloss Edelstetten. Der Verein organisiert Lesungen oder Preisverleihungen im Schloss. Die Gründung eines Museums für die schwäbische Literatur und Sprache ist angestrebt.